# تيربارك برلين

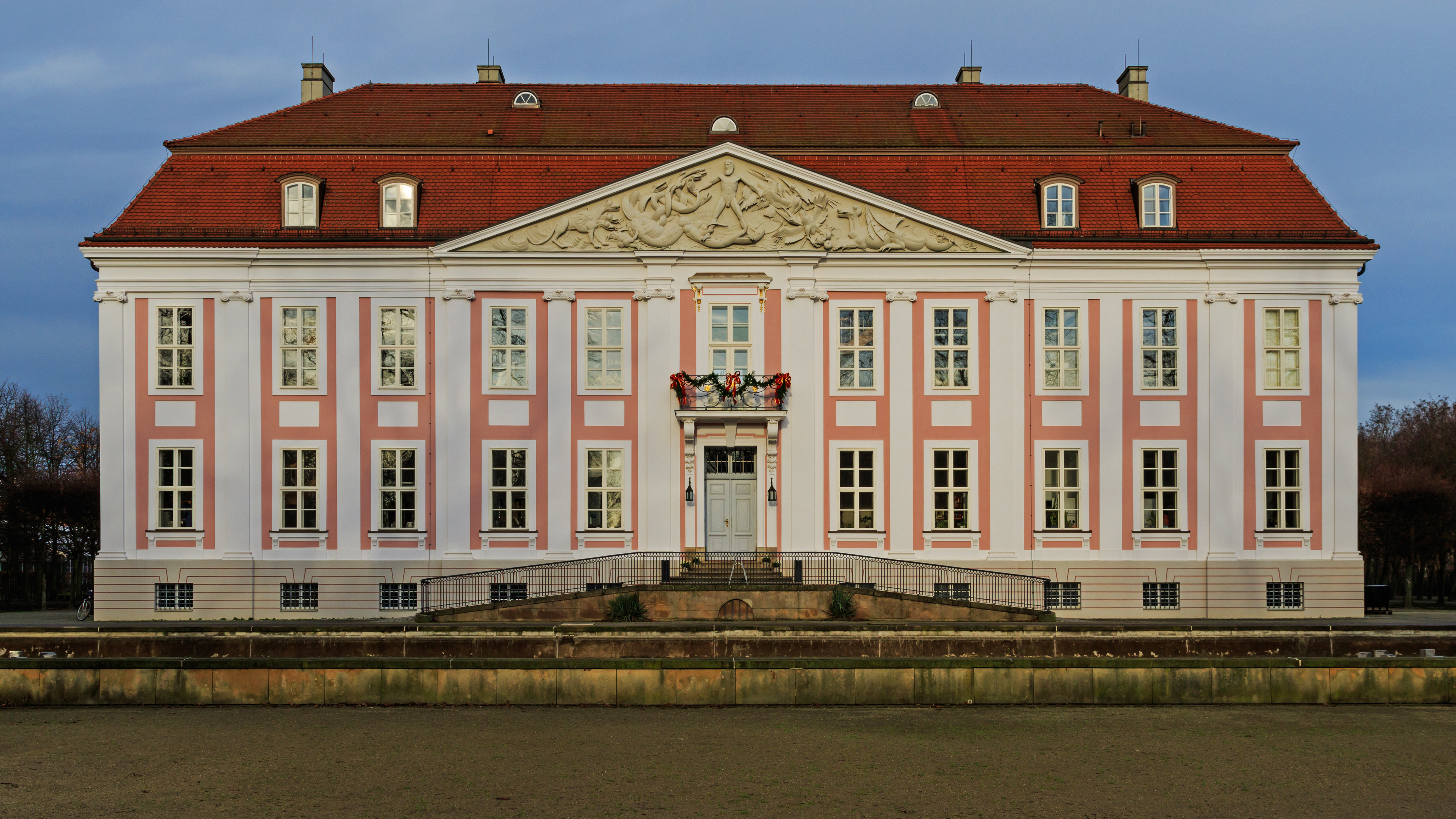
قصر فريدريشسفيلد، في قلب حديقة الحيوان

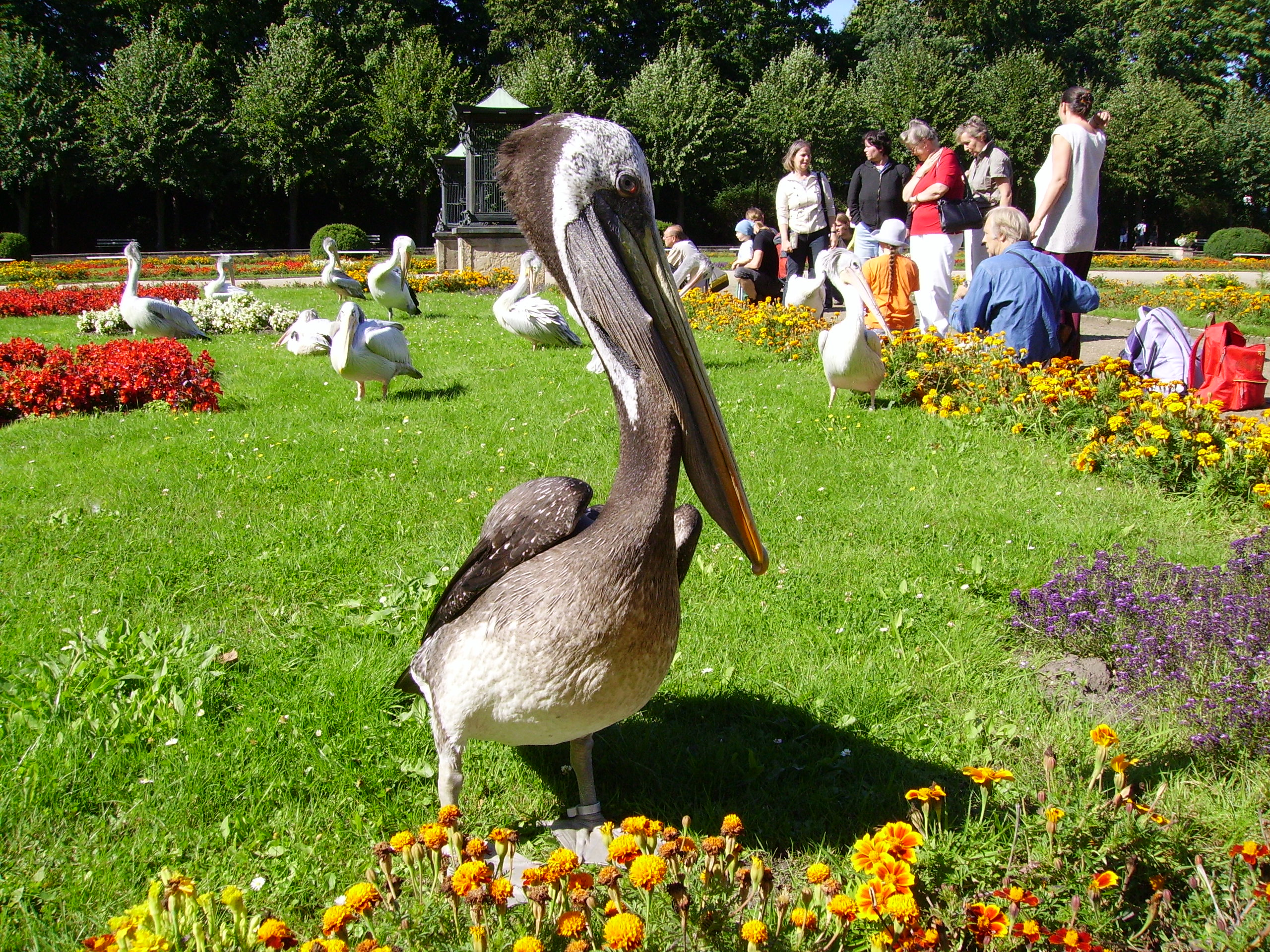
البجع في حديقة الحيوان

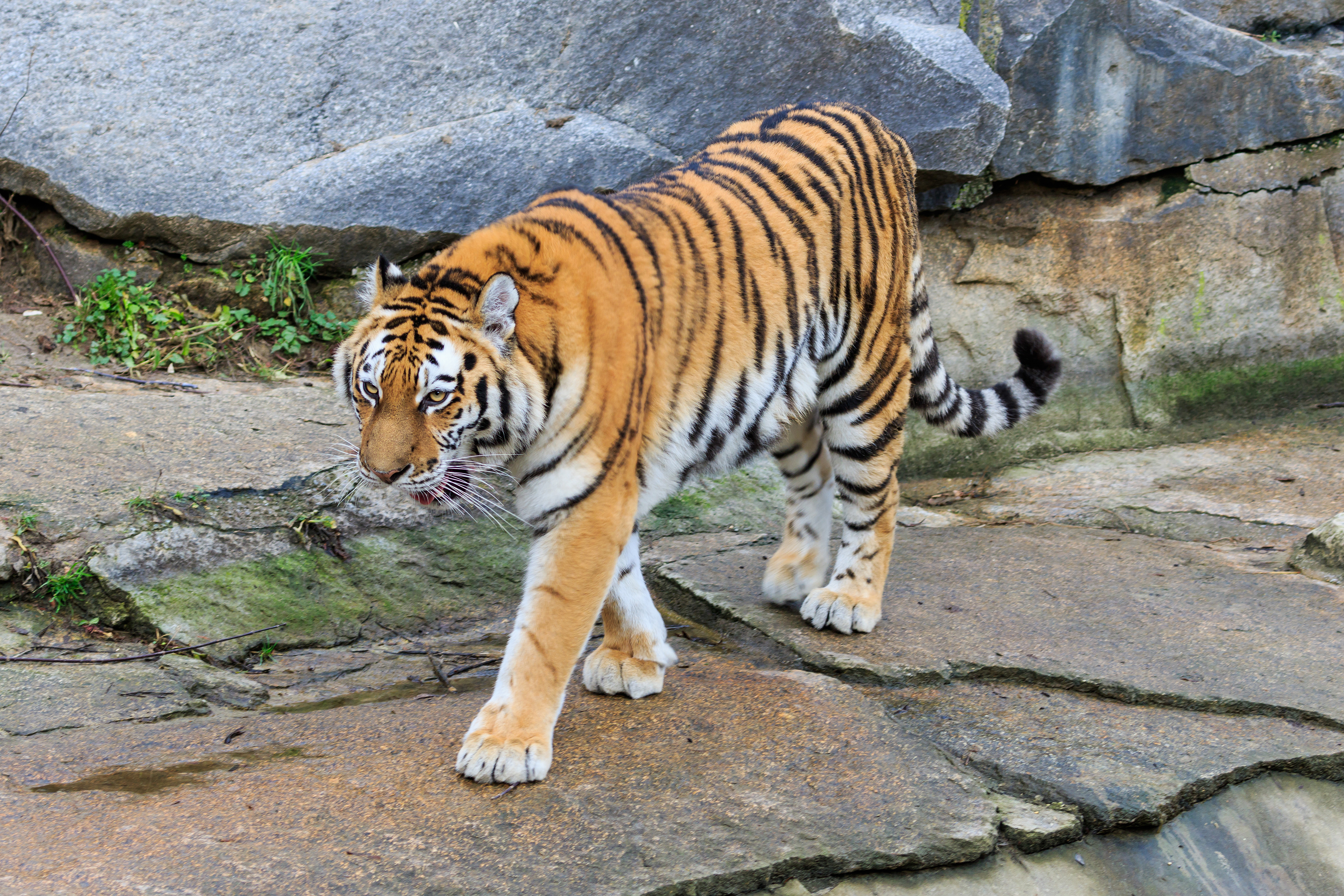
النمر السيبيري في حديقة الحيوانات

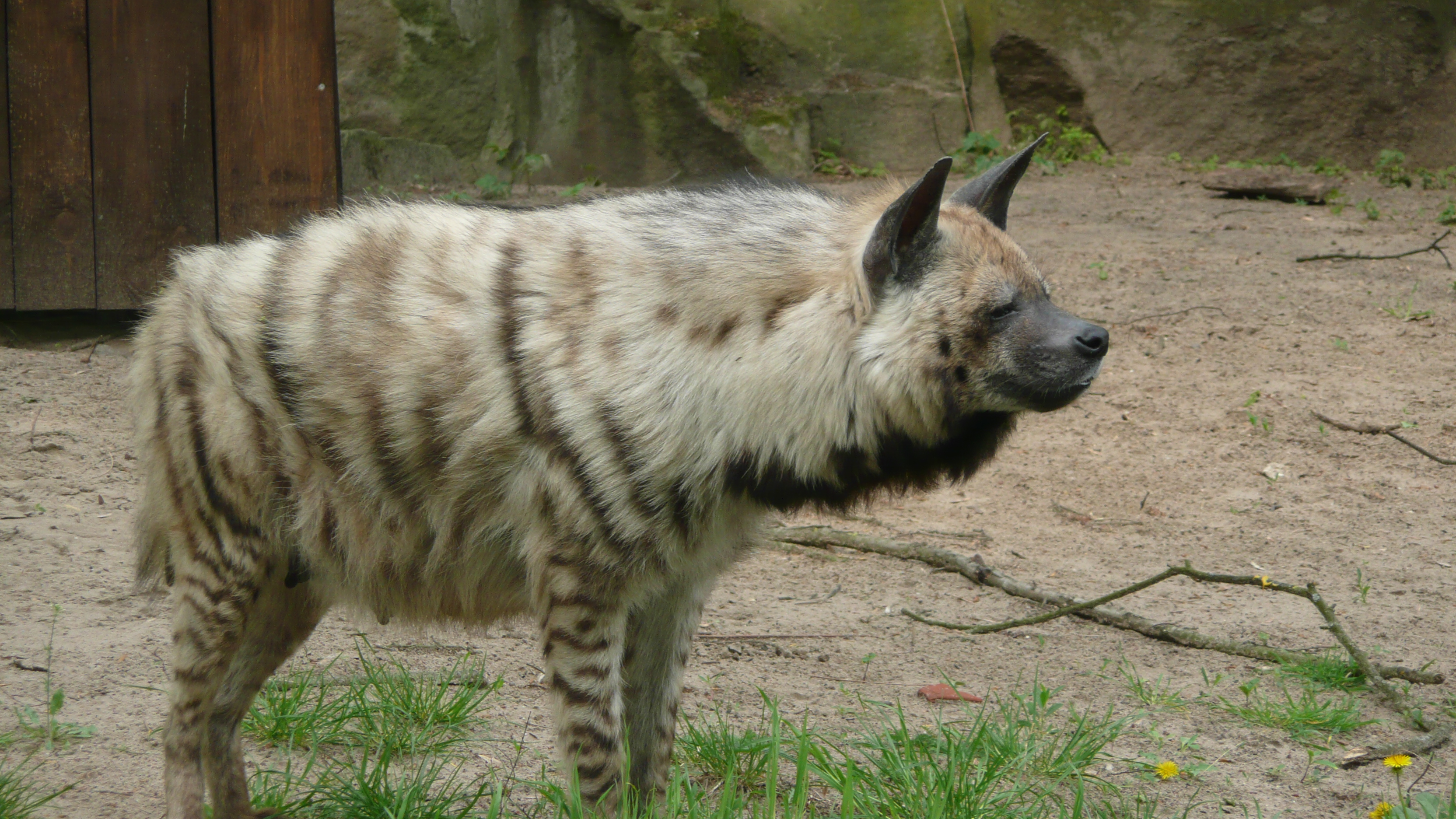
ضبع مخطط في حديقة الحيوان

تيربارك شرق برلين (Tier-Park / تير-بارك وتعني منتزه أو حديقة الحيوانات) هي واحدة من اثنين من حدائق الحيوان الواقعة في برلين، ألمانيا. تم تأسيسها في عام 1955 وتقع في حي فريدريشسفيلده ضمن منطقة ليشتنبيرغ على الأراضي السابقة لقصر فريدريشسفيلده الموجود داخل حديقة الحيوانات. تضم حديقة الحيوانات 7250 حيوانًا من 846 نوعًا،  في مساحة 160 هكتار.
تيربارك برلين هي عضو في الرابطة الأوروبية لحدائق الحيوان والأحياء المائية (EAZA) وتشارك في حوالي 120 برنامج تربية (EEP). وهي تحتفظ بدفاتر التسجيل الدولية للأنواع المهددة بالانقراض من الغزلان والحمير البرية في آسيا وأفريقيا بالإضافة إلى كتاب الأنساب الأوروبي لطائر الغاق الصغير. تشارك حديقة الحيوان كذلك في محاولات إعادة توطين أنواع الحيوانات إلى المناطق التي أصبحت فيها مهددة بالانقراض أو انقرضت وتدعم مالياً مشاريع في مواقع محددة ومختارة لحماية البيئة الطبيعية.

## تاريخ
تأسست تيربارك شرق برلين في عام 1955، وقد تم إنشاؤها في الأصل كنظيرة ونسخة لحديقة حيوان برلين الشهيرة، والتي كانت تقع في ما كان يعرف آنذاك ببرلين الغربية والتي سرعان ما أصبحت بعيدة عن متناول سكان القسم الشرقي السابق لبرلين.
تميزت مرافق الدببة الأولية بالصخور الطبيعية والشلالات الاصطناعية، في حين تم تصميم المراعي الكبيرة المحاطة بالأشجار والقنوات القديمة للإبل وثور البيسون. في السنوات والعقود التالية، تمت إضافة معارض أخرى وأقفاص ومباني أكبر لاستيعاب مجموعة مختارة من الحيوانات آكلة اللحوم وذوات الحوافر والزواحف والطيور، وكذلك الرئيسيات من الثديات أعلى رتب الحيوانات، بما في ذلك القردة البشرانية. تم الانتهاء من بناء مبنى كبير لكل من الأفيال الأفريقية والآسيوية وغيرها من الفيلة قبل سنوات قليلة من إعادة توحيد برلين الشرقية والغربية بما يعرف بإعادة وحدة ألمانيا.

## إحصائيات
| \| الحيوانات \| رقم [1] \| الأنواع [1] \| \| -------------- \| ------- \| ----------- \| \| الثدييات \| 1،283 \| 199 \| \| طيور \| 2،380 \| 356 \| \| الزواحف \| 508 \| 103 \| \| البرمائيات \| 55 \| 3 \| \| سمك \| 938 \| 106 \| \| اللافقاريات \| 2،086 \| 79 \| \| المجموع (2013) \| 7،250 \| 846 \| |       |         |
| الحيوانات | رقم   | الأنواع |
| الثدييات | 1،283 | 199     |
| طيور | 2،380 | 356     |
| الزواحف | 508   | 103     |
| البرمائيات | 55    | 3       |
| سمك | 938   | 106     |
| اللافقاريات | 2،086 | 79      |
| المجموع (2013) | 7،250 | 846     |

## روابط خارجية
- الموقع الرسمي